# Ludvikaloppet
Ludvikaloppet var en årlig skidtävling som anordnades mellan 1923 och 1954 av Ludvika Förening för Idrott. Tävlingen kom att fungera som en sorts förträning inför Vasaloppet, och blev ett av de större skidevenemangen i Sverige under många år. Den framgångsrikaste åkaren i loppets historia var Anders Törnkvist från IFK Mora som vann hela fyra gånger, alltså alla gånger han ställde upp. OS-guldmedaljören Per-Erik ”Särna” Hedlund vann vid två tillfällen. Snöbrist tvingade arrangörerna att flera gånger ställa in loppet, det och dålig ekonomi var också huvudorsakerna till att tävlingen så småningom upphörde 1955. 

## Banlängd
Mellan 1923 och 1933 låg både start och mål vid Ludvika tingshus, en bana på 5 mil gick via Gräsberg-Sultentjärn-Stensbo-Sunnansjö-Räfvåla-Blötberget-Ludvika. Därefter varierade banlängden mellan allt från 4,5 mil till endast 3 mil på en varvbana. 1943 togs de ursprungliga 5 milen tillbaka och behölls som distans ända till tävlingens nedläggning 1955.

## Inställda lopp
Loppet ställdes in 9 gånger på grund av snöbrist. Nämligen 1925, 1930, 1932, 1934, 1935, 1949, 1952, 1953 och 1955.

## Segrare
- 1923: Axel Israelsson, Dala-Järna 4.03.13
- 1924: Hjalmar Salomonsson L.F.F.I 4.19.43
- 1926: Per-Erik Hedlund Malungs IF 3.57.12
- 1927: Per-Erik Hedlund Malungs IF 5.16.09
- 1928: Oskar Nilsson Dala-Järna 3.36.45
- 1929: E. Kusén Orsa IF 3.55.36
- 1931: Axel Israelsson Dala-Järna 5.17.18
- 1933: Hugo Wikzell Gustafs IF 3.58.17
- 1936: Ivar Westberg Vansbro AIK 3.42.35
- 1937: Ivar Westberg Vansbro AIK 3.17.19
- 1938: Ivar Westberg Vansbro AIK 3.37.04
- 1939: Holmfrid Olsson IF Start, Örebro 2.34.35
- 1940: Holmfrid Olsson IF Start Örebro 1.55.46
- 1941: Helge Westholm IK Jarl 2.14.21
- 1942: Axel Hjärpe IK Jarl 1.43.17
- 1943: Arne Bölling Orsa 3.40.47
- 1944: Olle Wiklund Bergvik-Marma 3.20.27
- 1945: Gunnar Persson Finnskoga 3.13.51
- 1946: Sven Andersson Väija-Dynäs IF 3.31.37
- 1947: Anders Törnkvist IFK Mora 3.11.44
- 1948: Anders Törnkvist IFK Mora (tid okänd)
- 1950: Anders Törnkvist IFK Mora 3.17.57
- 1951: Lennart Berg IFK Mora (tid okänd)
- 1954: Anders Törnkvist IFK Mora 3.20.20